# الأبواء
الأبواء أو ودان هو مركز تابع لمحافظة رابغ، وتبعد عن رابغ 67 كم شمال منطقة مكة المكرمة، ويمر بها وادي الأبواء، وكانت في الجاهلية وصدر الإسلام من ديار بني ضمرة من قبيلة كنانة، واليوم من ديار بني محمد من حرب ،وبه قبر أم النبي محمد آمنة بنت وهب الزهرية القرشية

## سبب التسمية
سميت الأبواء نسبة إلى الوادي الذي ينحدر إلى البحر جاعلاً أنقاض ودان على يساره، وثم طريق إلى هرشى، ويمر ببلدة مستورة ثم يبحر، وقال ابن كثير: إنما سميت الأبواء لأنهم تبوؤها منزلاً، وقيل لأن السيول تبوأتها.
ولأنها كانت درباً مطروقاً منذ العصر الجاهلي، واستمر بعد الإسلام ولا يزال، وبها قرى عديدة من قديم ينزل بها الناس، فالأنسب أنها تعني المنازل. وفي القرآن الكريم: ﴿وَالَّذِينَ آمَنُوا وَعَمِلُوا الصَّالِحَاتِ لَنُبَوِّئَنَّهُمْ مِنَ الْجَنَّةِ غُرَفًا تَجْرِي مِنْ تَحْتِهَا الْأَنْهَارُ خَالِدِينَ فِيهَا نِعْمَ أَجْرُ الْعَامِلِينَ ۝٥٨﴾. والأبواء واد من أودية تهامة، كثير المياه والزرع، يلتقي فيه واديا الفرع والقاحة فيتكون من التقائهما وادي الأبواء.

## غزوة الأبواء (غزوة ودان)
قال ابن إسحاق: حتى بلغ ودان، وهي غزوة الأبواء، يريد قريشا وبني ضمرة بن بكر بن عبد مناة بن كنانة، فوادعته فيها بنو ضمرة، وكان الذي وادعه منهم عليهم مخشي بن عمرو الضمري، وكان سيدهم في زمانه ذلك. ثم رجع رسول الله ﷺ إلى المدينة، ولم يلق كيدا، فأقام بها بقية صفر، وصدرا من شهر ربيع الأول. قال ابن هشام: وهي أول غزوة غزاها.